# Branimir Cipetić
Branimir Cipetić (Spalato, 24 maggio 1995) è un calciatore bosniaco, difensore del Kisvárda.

## Carriera

### Nazionale
Il 17 agosto viene convocato per la prima volta in nazionale maggiore bosniaca. Il 4 settembre successivo esordisce da titolare contro la nazionale italiana partendo da titolare nel match valido per la Nations League.

## Statistiche

### Cronologia presenze e reti in nazionale
| Cronologia completa delle presenze e delle reti in nazionale ― Bosnia ed Erzegovina | Cronologia completa delle presenze e delle reti in nazionale ― Bosnia ed Erzegovina | Cronologia completa delle presenze e delle reti in nazionale ― Bosnia ed Erzegovina | Cronologia completa delle presenze e delle reti in nazionale ― Bosnia ed Erzegovina | Cronologia completa delle presenze e delle reti in nazionale ― Bosnia ed Erzegovina | Cronologia completa delle presenze e delle reti in nazionale ― Bosnia ed Erzegovina | Cronologia completa delle presenze e delle reti in nazionale ― Bosnia ed Erzegovina | Cronologia completa delle presenze e delle reti in nazionale ― Bosnia ed Erzegovina |
| Data                                                                                | Città                                                                               | In casa                                                                             | Risultato                                                                           | Ospiti                                                                              | Competizione                                                                        | Reti                                                                                | Note                                                                                |
| ----------------------------------------------------------------------------------- | ----------------------------------------------------------------------------------- | ----------------------------------------------------------------------------------- | ----------------------------------------------------------------------------------- | ----------------------------------------------------------------------------------- | ----------------------------------------------------------------------------------- | ----------------------------------------------------------------------------------- | ----------------------------------------------------------------------------------- |
| 4-9-2020                                                                            | Firenze                                                                             | Italia                                                                              | 1 – 1                                                                               | Bosnia ed Erzegovina                                                                | UEFA Nations League 2020-2021 - 1º turno                                            | -                                                                                   |                                                                                     |
| 8-10-2020                                                                           | Sarajevo                                                                            | Bosnia ed Erzegovina                                                                | 1 – 1 dts (3 – 4 dtr)                                                               | Irlanda del Nord                                                                    | Qual. Euro 2020                                                                     | -                                                                                   |                                                                                     |
| 14-10-2020                                                                          | Breslavia                                                                           | Polonia                                                                             | 3 – 0                                                                               | Bosnia ed Erzegovina                                                                | UEFA Nations League 2020-2021 - 1º turno                                            | -                                                                                   |                                                                                     |
| 27-3-2021                                                                           | Zenica                                                                              | Bosnia ed Erzegovina                                                                | 0 – 0                                                                               | Costa Rica                                                                          | Amichevole                                                                          | -                                                                                   |                                                                                     |
| 6-6-2021                                                                            | Brøndbyvester                                                                       | Danimarca                                                                           | 2 – 0                                                                               | Bosnia ed Erzegovina                                                                | Amichevole                                                                          | -                                                                                   | 61’                                                                                 |
| 1-9-2021                                                                            | Strasburgo                                                                          | Francia                                                                             | 1 – 1                                                                               | Bosnia ed Erzegovina                                                                | Qual. Mondiali 2022                                                                 | -                                                                                   | 64’                                                                                 |
| 4-9-2021                                                                            | Zenica                                                                              | Bosnia ed Erzegovina                                                                | 1 – 0                                                                               | Kuwait                                                                              | Amichevole                                                                          | -                                                                                   |                                                                                     |
| Totale                                                                              |                                                                                     | Presenze                                                                            | 7                                                                                   |                                                                                     | Reti                                                                                | 0                                                                                   |                                                                                     |

## Palmarès

### Club

#### Competizioni nazionali
- Nemzeti Bajnokság II: 1

Kisvárda: 2024-2025